# Castelfranco di Sotto
Castelfranco di Sotto es una localidad italiana de la provincia de Pisa, región de Toscana, con 12.420 habitantes.

Ubicación de la ciudad de Castelfranco di Sotto dentro de la provincia de Pisa.

## Evolución demográfica
| Gráfica de evolución demográfica de Castelfranco di Sotto entre 1861 y 2001 |
|                                                                             |
| Fuente ISTAT - Elaboración gráfica por parte de Wikipedia                   |